# ЛК М85
ЛК М85 је утемељен на традиционалном концепту система брављења који Застава примјењује код ловачких карабина репетирнног типа. Мини Маусер је прихваћени назив за ловачке карабине који користе муницију мање енергије.

## Карактеристике
Цијев карабина се израђује од хром-ванадијум челика, методом хладног ковања. Кундак је израђен од ораховог дрвета. Облици кундака које корисник може да одабере су: Pig back i Monte Carlo. Потков кундака се израђује од гуме а заштитник врата израђује се од ораховог дрвета. Овај карабин је сигуран за кориштење код кога се кочницом полужног типа врши блокирање система за окидање. На сандуку карабина израђени су навоји за везу постоља оптичких справа. ЛК М85 у калибру .22 HORNET врши храњење из одвојивог магацина. Површинска заштита металних дијелова се врши брунирањем, док се дрвени дијелови науљују и политирају.
| Калибар      | Капацитет | Маса | Дужина | Дужина цијеви |
| ------------ | --------- | ---- | ------ | ------------- |
| .223 Rem.    | 5+1       | 2,8  | 1010   | 510           |
| .222 Rem.    | 5+1       | 2,8  | 1010   | 510           |
| .222 Rem.Mag | 5+1       | 2,8  | 1010   | 510           |
| .22-250 Rem. | 5+1       | 2,8  | 1010   | 510           |
| 7,62x39      | 5+1       | 2,8  | 1010   | 510           |
| .22 HORNET   | 5+1       | 2,7  | 1010   | 510           |

## Варијанта
M85 Fullstock је варијанта ЛК М85 са кундаком типа Mannlicher и скраћеном цијеви. Све остале карактеристике су остале непромијењене.
| Калибар      | Капацитет | Маса | Дужина | Дужина цијеви |
| ------------ | --------- | ---- | ------ | ------------- |
| .223 Rem.    | 5+1       | 2,7  | 960    | 460           |
| .222 Rem.    | 5+1       | 2,7  | 960    | 460           |
| .222 Rem.Mag | 5+1       | 2,7  | 960    | 460           |
| .22-250 Rem. | 5+1       | 2,7  | 960    | 460           |
| 7,62x39      | 5+1       | 2,7  | 960    | 460           |
| .22 HORNET   | 5+1       | 2,9  | 960    | 460           |